# Carlo Ghega
Carlo Ghega, conosciuto anche come Carlo de Ghega o Carl Ritter von Ghega (Venezia, 10 gennaio 1802 – Vienna, 14 marzo 1860), è stato un ingegnere italiano con cittadinanza austriaca e di origini albanesi. Progettista di strade e ferrovie, è conosciuto per aver costruito la ferrovia del Semmering, il tratto più spettacolare della ferrovia Meridionale.

## Biografia
Figlio di Antonio, ufficiale di Marina e possidente di origini albanesi, dal 1814 al 1817 studiò al collegio militare di Sant'Anna di Venezia basandosi sul cosiddetto "corso di Bézout". Approfondì gli stessi argomenti nei mesi successivi al diploma, frequentando le lezioni tenute privatamente del professore di matematica e costruzioni dello stesso istituto.
Con queste basi poté iscriversi già nel gennaio 1818 al secondo anno della facoltà fisico-matematica dell'università di Padova, dove ne uscì laureato con lode l'anno successivo, di fronte a una commissione che comprendeva personalità quali Giuseppe Avanzini, Salvatore Dal Negro, Giovanni Farini e Antonio Noale.
In seguito iniziò la sua carriera di progettista costruendo strade e opere idriche nel Veneto. Tra le altre cose contribuì alla costruzione della "Strada d'Alemagna", la strada che da San Vendemiano (TV), presso Conegliano, porta a Dobbiaco passando per Cortina d'Ampezzo.

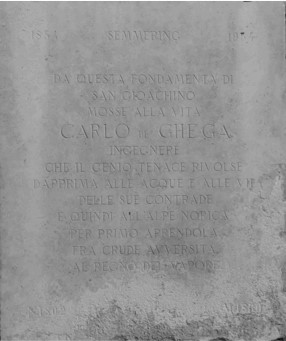
Lapide in ricordo sulla casa natale di Carlo De Ghega, Venezia, Castello, Fondamenta San Gioachin, 452

Nel 1835 diresse la costruzione del palazzo del Tribunale a Treviso. Nel periodo 1836-1840 fu soprintendente in Moravia per la costruzione del tratto della "Ferrovia Imperatore Ferdinando" che andava da Bruna fino a Lundenburg. In quel tempo (1836-1837) studiò anche il mondo delle ferrovie in Inghilterra e in altre nazioni europee. Nel 1842 Ghega divenne direttore generale delle Südlichen Staatsbahn (Ferrovie di Stato meridionali) cui spettò il compito di progettare la futura ferrovia Meridionale, per cui intraprese un viaggio di studio in America. Le esperienze scaturite da questo viaggio confluirono non solo nella progettazione e costruzione della ferrovia del Semmering, ma anche in due pubblicazioni. Ghega pubblicò la maggior parte dei suoi scritti parallelamente nelle lingue tedesca, italiana e francese.

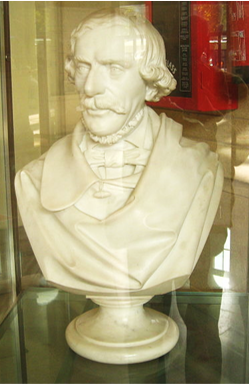
Busto di Carlo De Ghega

In seguito al suo ritorno nelle Ferrovie di Stato Austro-Ungariche venne incaricato della progettazione della ferrovia meridionale, da Vienna a Trieste via Graz, linea ferroviaria che poi venne battezzata in onore dell'arciduca Giovanni d'Asburgo come "Linea arciduca Giovanni", che però è passata alla storia come "Ferrovia meridionale" dato che collegava la capitale dell'Impero con il sud. A quell'epoca, molti ritennero l'attraversamento ferroviario del Semmering tecnicamente troppo complicato, se non addirittura inutile. Già nel 1844 però Ghega sottopose un progetto che passava il valico mediante normali locomotive, senza il ricorso a cremagliere.
Prima ancora che venisse deciso l'avvio dei lavori, Ghega predispose la costruzione di locomotive adatte al superamento di tali pendenze. I lavori ebbero inizio nel 1848 e prima ancora della loro conclusione, nel 1851, Ghega ottenne il predicato di cavaliere ("Ritter"). Quando nel 1854 la ferrovia fu ultimata Ghega aveva già progettato una rete di ferrovie per l'intero impero austriaco e negli anni seguenti ottenne numerosi altri incarichi, tra cui la costruzione di tratti ferroviari in Transilvania. Ghega non poté tuttavia vedere la fine di quest'ultima opera in quanto morì di tubercolosi a Vienna, nel 1860.
La vita di Carlo Ghega ha dato ispirazione a ben cinque romanzi. Nella Villa di famiglia, Villa Allegri von Ghega sulla Riviera del Brenta ad Oriago è conservato parte dell'archivio storico.

## Opere
- Die Baltimore-Ohio Eisenbahn über das Alleghany-Gebirg mit besonderer Berücksichsitung der Steigungs- und Krümmungsverhältnisse. – Wien: Kaulfuß Prandel, 1844
- Dell'Ottanto a diottra: Stromento geodetico per tracciare in pianta l'andamento delle curve circolari. – Venedig: Merlo, 1833
- Malerischer Atlas der Eisenbahn über den Semmering. – Wien: Gerold, 1854
  - Bd. 1: Text
  - Bd. 2: Atlas
- Über nordamerikanischen Brückenbau und Berechnung des Tragvermögens der Howe'schen Brücken. – Wien: Kaulfuss Prandel, 1845.
- Uebersicht der Hauptfortschritte des Eisenbahnwesens in dem Jahrzehende 1840–1850, und die Ergebnisse der Probefahrten auf einer Strecke der Staatsbahn ueber den Semmering in Oesterreich. - Wien: Sollinger, 1853

## Onorificenze
- Cittadinanza onoraria della città di Trieste (1857).[5]
- Esumazione e sepoltura il 7 settembre 1887 in una cripta d'onore nel Cimitero Centrale di Vienna (Gruppo 32 A, n. 24).
- La sua immagine è stampata sul fronte della banconota da 20 scellini del 1966, dove è indicata la Ferrovia del Semmering sul retro.
- Monumento alla stazione di Semmering.[6]
- Museo dedicato alle sue opere a Breitenstein.[7]
- Denominazione del Parco Ghega e del Ponte Ghega a Gloggnitz.
- C'è una via dedicata a lui a Trieste.
- Nel 2012 le poste austriache hanno emesso un francobollo commemorativo per il 210º compleanno.